# De Pulpshow
De Pulpshow was een Nederlands sketchprogramma, dat van mei tot november 2001 werd uitgezonden door Veronica. De serie was van dezelfde makers als New Kids. Elke aflevering duurde tussen de twee en vier minuten.

## Spelers
- Wesley van Gaalen
- Steffen Haars
- Tim Haars
- Flip van der Kuil
- Jules Seegers
- Huub Smit
- Peter Vernhout